# Adicella eucharis
Adicella eucharis là một loài Trichoptera trong họ Leptoceridae. Chúng phân bố ở miền Cổ bắc.